# Cryptantha decipiens
Cryptantha decipiens là loài thực vật có hoa trong họ Mồ hôi. Loài này được (M.E.Jones) A.Heller mô tả khoa học đầu tiên năm 1912.